# Звёздный рубеж
«Звёздный рубеж» (англ. Cosmic Sin) — американский научно-фантастический фильм, снятый Эдвардом Дрейком, в главных ролях: Брюс Уиллис и Фрэнк Грилло.

## Сюжет
2524 год. На Земле и колонизированной периферии правит Альянс. На отдалённой планете Илора земляне сталкиваются с инопланетной цивилизацией, намерения которой расценены как враждебные. Не разобравшись полностью с причинами появления инопланетян, военные готовят упреждающий удар. Во главе группы космических десантников встают генерал Ирон Рейл и отставной генерал Джеймс Форд. В прошлом генерала Форда геноцид и подавление восстаний против Альянса. В распоряжении десантников оружие массового поражения «кварковая бомба», и в кратчайшие сроки им необходимо принять решение о её применении.

## В ролях
| Актёр            | Роль                |
| ---------------- | ------------------- |
| Брюс Уиллис      | генерал Джеймс Форд |
| Фрэнк Грилло     | генерал Ирон Рейл   |
| Брэндон Томас Ли | Брекстон Райл       |
| Кори Лардж       | Дэш                 |
| Перри Ривз       | доктор Ли Госс      |
| Си Джей Перри    | Сол Кантос          |
| Лохлин Манро     | Алекс Лок           |
| Костас Мэндилор  | Маркус Блек         |
| Аделаида Кейн    | Фиона Арден         |
| Ева Де Доминичи  | Иуда Сауле          |
| Марк Райнард     | солдат Альянса #3   |

## Производство
Съёмочный период завершился в марте 2020 года.

## Прокат
Фильм был выпущен в кинотеатрах, на VOD и на цифровых платформах 12 марта 2021 года.

## Отзывы и оценки
На сайте Rotten Tomatoes фильм имеет 3 % «свежести» со средней оценкой в 2,6/10 на основе 29 отзывов. Консенсус критиков гласит: «Пусть тот, кто без „Космического греха“, бросит первый камень — и, возможно, воспользуется им, чтобы пробудить Брюса Уиллиса от дремоты, в которой он, кажется, пребывает во время этой ужасной научно-фантастической ошибки».
Кристи Лемир из RogerEbert.com дала фильму отрицательную рецензию и написала: «Предположить, что Брюс Уиллис халтурит во время своего выступления в „Звёздном рубеже“, было бы оскорблением телефонного разговора, который может быть эффективным средством передачи важной информации и искренних эмоций».